# 曹聚仁
曹聚仁（1900年6月26日—1972年7月23日），字挺岫，号听涛，笔名有陈思、阿挺、丁舟、赵天一、土老儿、沁园等，浙江浦江墩頭鎮蒋畈村（今兰溪市梅江镇）人。中国左派作家、编辑、记者、教授。
1921年毕业于浙江省立第一师范，此后曾任教于上海多所大学。1950年以后任香港《星岛日报》编辑，著有《北行小语》《北行二语》《北行三语》等。

## 生平
1900年6月26日，（清光绪二十六年庚子五月三十日酉时）出生于浙江省浦江县蒋畈村（现为兰溪市梅江镇）。
1904至1911年，在父亲曹梦歧先生创办育才学堂学习毕业。
1915至1921年，考进浙江省第一师范学习毕业，师从单不庵、陈望道等。
1922至1937年，在上海各中学大学任教，期间奋发投稿并创办积极报刊《涛声》，踊跃活动于上海文学界，与李公朴、史良等为救国会领导人之一。1927年与鲁迅相识后成为文友 。
1937至1945年，为战地记者，1938年4月7日“台儿庄大捷”由其先发，受中央通訊社聘任为战地特派员。1939年在皖南相识叶挺、陈毅。1941年受蒋经国委托，创办《正气日报》等。
1945至1950年，在上海各大学任教。期間拒絕遷台邀請，迎接中共。
1950至1972年，在香港有关报刊谋职，并创办《新生年代》《热风》《循环日报》等刊。期间数次返回中华人民共和国，受到毛泽东、周恩来、陈毅等人多次接见；1972年5月因再次病重轉往澳門就醫。
1972年7月23日早上10時15分因癌疾病逝于澳门鏡湖醫院，治喪委員會由時任香港《大公报》社长之費彝民主持，同年7月26日正午在鏡湖殯儀館舉行公祭，有150多人參加。按周恩来总理指示“叶落归根”，安葬于南京雨花台侧望江矶。后經過多次遷移，1998年8月葬至上海福寿园文華園。

## 家庭
第一任妻子为王春翠（1903年2月15日-1987年5月1日），1921年在蒋畈村結婚，1936年離婚；第二任妻子为邓珂云（1916年-1991年6月7日），廣東中山人，生於上海，上海市文史研究馆館員，與曹聚仁曾為抗戰戰地記者，1938年在武汉結婚。
长子曹景仲，1945年5月10日生於江西乐平市，1968年毕业于清华大学冶金系，文化大革命中被下放到工厂劳动，1970年1月30日下午在沽源县农机厂因发生爆炸丧生，2010年1月30日從沽源县遷葬於上海福寿园父母墓旁；次子曹景行是中国电视节目主持人、报刊编辑、凤凰卫视资讯台副台长；女儿曹雷是上海电影译制厂导演、配音演员，二女曹霆在战乱中因霍亂夭折。
曹聚仁与鲁迅关系密切，晚年著有《鲁迅评传》。

## 著作
- 《书林新话》
- 《万里行记》
- 《万里行二记》
- 《北行小语》
- 《文坛三忆》
- 《文思》
- 《中国学术思想史随笔》
- 《上海春秋》
- 《人事新语》
- 《山水 思想 人物》
- 《采访外记》
- 《采访二记》
- 《采访三记》
- 《采访新记》
- 《蒋经国论》，2009年4月13日出版
- 《浮過了生命海》[8]

## 纪念

### 命名
- 聚仁路[9]：由兰溪火车站沿金千铁路至大云山的一条道路
- 聚仁中心社区：位于兰溪市云山街道
- 聚仁学校：兰溪市最大的一所九年制学校